# Ioan Holban
Ioan Holban (n. 2 iulie 1954, Fălticeni, România) este un scriitor, critic și filolog român, membru al Uniunii Scriitorilor din România.

## Biografie
A absolvit Liceul A.T. Laurian, Botosani (1969 - 1973) și Universitatea Al. I. Cuza, Iași, Facultatea de Litere, secția Română - Franceză (1974-1978). Este Doctor în științe umaniste (1998). Este director al Teatrului „Luceafărul" (2006 -). Printre alte activități a fost director general al Teatrului National „Vasile Alecsandri" (1996 -2006), secretar al Uniunii Scriitorilor din România (1990 - 1996), redactor-șef al revistei Cronica (1990 - 1996), filolog la Institutul de Filologie Română „Al. Philippide" (1980 - 1990), profesor de română la Școala nr. 4, Iași (1979 - 1980) și profesor de franceză la Școala nr. 2, Pașcani (1978- 1979)

## Operă
- Proza criticilor,  Editura Minerva 1983 (320 p.)
- Ion Creangă. Spațiul memoriei, Editura Junimea. 1984 (192 p.), ediția a II-a,Editura Princeps Edit, 2005
- Hortensia Papadat-Bengescu, monografie, Editura Albatros, 1985 (272 p); ediția a II-a,Editura Princeps Edit, 2002
- Profiluri epice contemporane, Editura Cartea Românească, 1987 (440 p.)
- Literatura subiectivă, Editura Minerva, 1989 (326 p.)
- Salonul refuzaților, Editura Moldova, 1993 (240 p.)
- Poarta lumii, Jurnal în China, Editura Sedcom Libris, 1999 (150 p.)
- Istoria literaturii române. Portrete contemporane, vol. I. Editura Princeps,  2003 (662 p.)
- Platon Pardău, monografie. Editura Mayke. 2004 (251 p.)
- Cortina de sticlă, Editura Princeps Edit. 2006 (210 p.)
- Istoria literaturii române contemporane, I-III. Poezia. Proza. Critică, eseu, memorialistică  (1200 p.) Tipografia Moldova 2006.
- Literatura română subiectivă de la origini pînă la 1990 (360 pg.) TipoMoldova 2007
- Proza română contemporană, I-II (532 pg.) Achibooks, 2008
- Cortina de sticlă, 2, Editura Sedcom Libris, 2009 (265 p.)
- Cortina de sticlă, 3, Editura TipoMoldova, 2009 (236 p.)
- Literatura română de azi. Poezia. Proza, Editura TipoMoldova, 2013 [1]

### Ediții
- G. Ibrăileanu. Spiritul critic în cultura românească. Note si impresii, Editura Minerva, 1984
- Hortensia Papadat-Bengescu, Logodnicul, Editura Junimea, 1989
- Anton Bacalbașa, Mos Teacă. Din viata militară, Editura Junimea. 1989
- Jean Bart, Europolis, Editura Junimea, 1990
- Lucian Blaga, Hronicul si cântecul vârstelor. Editura Minerva, 1990
- Lucian Blaga, Opere, vol. I - II, Editura Stiinta, 1995
- Ion Creangă, Amintiri din copilărie. Editura Institutului European. 1996
- O istorie a jurnalului literar românesc (824 p) Editura TipoMoldova, 2009

### Volume în colaborare
- lasi, album, Editura Cronica, 1995
- Cimitirul Eternitatea, Editura Cronica. 1996
- Prin Iașii de odinioară, Editura Cronica, 1997

### Traduceri
- B.M. Koltès, Roberto Zucco (piesă jucată la Teatrul National  „Vasile Alecsandri", 2000)
- Yukio Mishima, No. Cinci povesti de dragoste (piesă jucată la Teatrul National „Vasile Alecsandri", 2002)

### Premii și distincții
- Premiul de Excelență al Uniunii Scriitorilor Filiala Iași (2009)
- Premiul „G.Ibrăileanu” pentru critică literară al Salonului International de Carte Românească Iași (2009)
- Premiul de Excelență pentru întreaga activitate al Primăriei Municipiului Iași (2008)
- Premiul pentru critică și istorie literară al Uniunii Scriitorilor - Filiala Iași (2006)
- Premiul Copyro pentru critică literară (2004)
- Premiul pentru promovarea dramaturgiei românești contemporane (2004)
- Premiul revistei  "Ateneu" pentru critică literară (2002)
- Premiul Uniunii Scriitorilor pentru critică literară (2002)
- Premiul revistei  "Cronica" pentru critică literară (1982)

### Decorații
- Ordinul național „Serviciul Credincios” în grad de Cavaler (1 decembrie 2000) „pentru realizări artistice remarcabile și pentru promovarea culturii, de Ziua Națională a României”[2]